# جونزالو باسيلي
جونزالو باسيلي (بالإسبانية: Gonzalo Basile)‏ مواليد 30 مارس 1974 في مونتي غراندي، بوينس آيرس، الأرجنتين، هو ملاكم محترف أرجنتيني يصنف ضمن فئة الوزن الثقيل.

## إحصائيات
خاض خلال مسيرته 80 نزالا، فاز في 68 ولم يتعادل وخسر في 11. فاز بالضربة القاضية في 31 نزالا.

## روابط خارجية
- جونزالو باسيلي على موقع بوكس ريك (الإنجليزية) (registration required)